# 앨런 테이트 (축구 선수)
앨런 테이트(Alan Tate, 1982년 9월 2일 ~ )는 잉글랜드의 전 축구 선수이다. 현재노팅엄 포리스트에서 코치로 있다.